# Daniel Aranzubía
Daniel Aranzubía, né le 18 septembre 1979 à Logroño, est un footballeur espagnol qui évolue au poste de gardien de but.

## Carrière
Le 20 février 2011, mené 1 à 0 contre Almería lors de la 24e journée du championnat d'Espagne, Aranzubía marque le but égalisateur de la tête à la suite d'un corner, à la dernière minute du match. Il rentre par la même occasion dans l'histoire de la Liga, en devenant le premier gardien à marquer un but de la tête.
Il s'engage en août 2013 pour une saison à l'Atlético Madrid

## Palmarès

### En club
- Deportivo La Corogne
  - Vainqueur de la Coupe Intertoto : 2008
  - Vainqueur de la Liga Adelante : 2012
- Atlético Madrid
  - Championnat d'Espagne : 2014

### en sélection
- Espagne
  - Médaille d'argent aux JO de Sydney : 2000
  - Vainqueur de la Coupe du monde des moins de 20 ans : 1999